# Sebastian Münster
Sebastian Münster (1489 - 1552) foi um matemático e geógrafo alemão. Münster lecionava na Universidade de Heidelberg (Alemanha), e na Universidade de Basileia (Suíça). Era muito conhecido por ser o autor do livro Cosmografia Universal (1544), uma obra em quatro volumes, só traduzida para latim em 1550. Neste trabalho, além de uma breve introdução de matemática e física,aparece a primeira descrição geográfica do conjunto de continentes. Em 1540, publicou a edição do maravilhoso de Ptolomeu, em latim, "Geografia, com ilustrações".
Era conhecido como "Estrabão da Alemanha", numa referencia a Estrabão ou Estrabo, um grande filósofo, historiados e geografo grego. Seu trabalho esta inserido na corrente matemática e descritiva, fixando modelos racionais para a descrição da Terra.
Seu trabalho norteou as atividades do cosmógrafos por mais de cinquenta anos, cabendo ressaltar que trabalho também apresentava um cunho político, iniciando um novo tipo de pensamento na geografia, embora ainda muito ligado à corrente descritiva.